# Alán Bautista
Alán Ernesto Bautista Gutiérrez (Miguel Hidalgo, 11 giugno 2002) è un calciatore messicano, centrocampista del Pachuca.

## Carriera

### Club
È cresciuto nel settore giovanile del Pachuca, con cui ha debuttato il 14 gennaio 2024 nell'incontro di Liga MX vinto 1-0 contro il Cruz Azul. Ha segnato il suo primo gol l'8 febbraio seguente nella partita vinta 3-2 contro il León.

### Nazionale
Ha giocato con la nazionale messicana Under-23.

## Statistiche

### Presenze e reti nei club
Statistiche aggiornate al 9 gennaio 2025.
| Stagione        | Squadra         | Campionato      | Campionato | Campionato | Coppe nazionali | Coppe nazionali | Coppe nazionali | Coppe continentali | Coppe continentali | Coppe continentali | Altre coppe | Altre coppe | Altre coppe | Totale | Totale | Totale |
| Stagione        | Squadra         | Comp            | Pres       | Reti       | Comp            | Pres            | Reti            | Comp               | Pres               | Reti               | Comp        | Pres        | Reti        | Pres   | Reti   |        |
| --------------- | --------------- | --------------- | ---------- | ---------- | --------------- | --------------- | --------------- | ------------------ | ------------------ | ------------------ | ----------- | ----------- | ----------- | ------ | ------ | ------ |
| 2023-2024       | Pachuca         | LMX             | 19         | 5          | -               | -               | -               | -                  | -                  | -                  | LC          | 0           | 0           | 19     | 5      |        |
| 2024-2025       | Pachuca         | LMX             | 25         | 1          | -               | -               | -               | CCC                | 6                  | 2                  | LC+CI+CmC   | 3+3+3       | 0           | 40     | 3      |        |
| 2025-2026       | Pachuca         | LMX             | 3          | 1          | -               | -               | -               | -                  | -                  | -                  | LC          | 0           | 0           | 3      | 1      |        |
| Totale carriera | Totale carriera | Totale carriera | 47         | 7          |                 | -               | -               |                    | 6                  | 2                  |             | 9           | 0           | 62     | 9      |        |

## Palmarès

### Club

#### Competizioni internazionali
- CONCACAF Champions' Cup: 1

Pachuca: 2024
- Challenger Cup: 1

Pachuca: 2024
- Derby delle Americhe: 1

Pachuca: 2024